# Paganismo finlandês

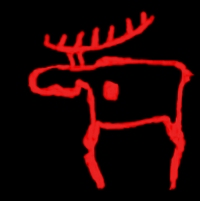
O alce é uma imagem comum em muitos petroglifos finlandeses

Designa-se genericamente por paganismo finlandês (em finlandês: Suomalainen muinaisusko) a antiga religião pagã na Finlândia, Estônia e Carélia antes da cristianização. Era uma religião politeísta, que adorava uma variedade de divindades. O principal deus era o deus do trovão e do céu, Ukko; outras divindades importantes incluem Jumi (Jumala), Ahti e Tapio. Jumala era uma deusa do céu. Hoje, a palavra "Jumala" refere-se ao deus cristão. Ahti era a deusa do mar, água e peixes; Tapio, por sua vez, era o deus da caça e das florestas.
O paganismo finlandês possuiu diversas similaridades com as práticas religiosas de culturas semelhantes, como Mordvin, Mari, Sami e outras paganismos urálicos. No entanto, também compartilha de alguns aspectos com seus paganismos vizinhos, como o báltico, nórdico e germânico
A tradição espontânea foi deixada de lado em decorrência das cristianização a partir do século XII e finalmente quebrada pela modernização no século XX, quando a mágica popular e as tradições orais foram extintas. O paganismo finlandês forneceu a inspiração para o movimento neopagão Suomenusko (do finlandês: fé finlandesa), que é uma tentativa de reconstrução da antiga religião do povo finlandês. Não obstante, baseia-se em fontes secundárias.

## Divindades
Os finlandeses pagãos eram politeístas, acreditavam em um número variado de divindades. A maioria dessas divindades lideravam sob um aspecto da natureza; por exemplo, Ukko era deus do céu e do trovão. Estas divindades era comumente panfinlandesas, compartilhadas entre diferentes tribos em diversas regiões. Os filandeses pagãos também eram animistas, adoravam divindades locais em santuários específicos de determinada divindade.

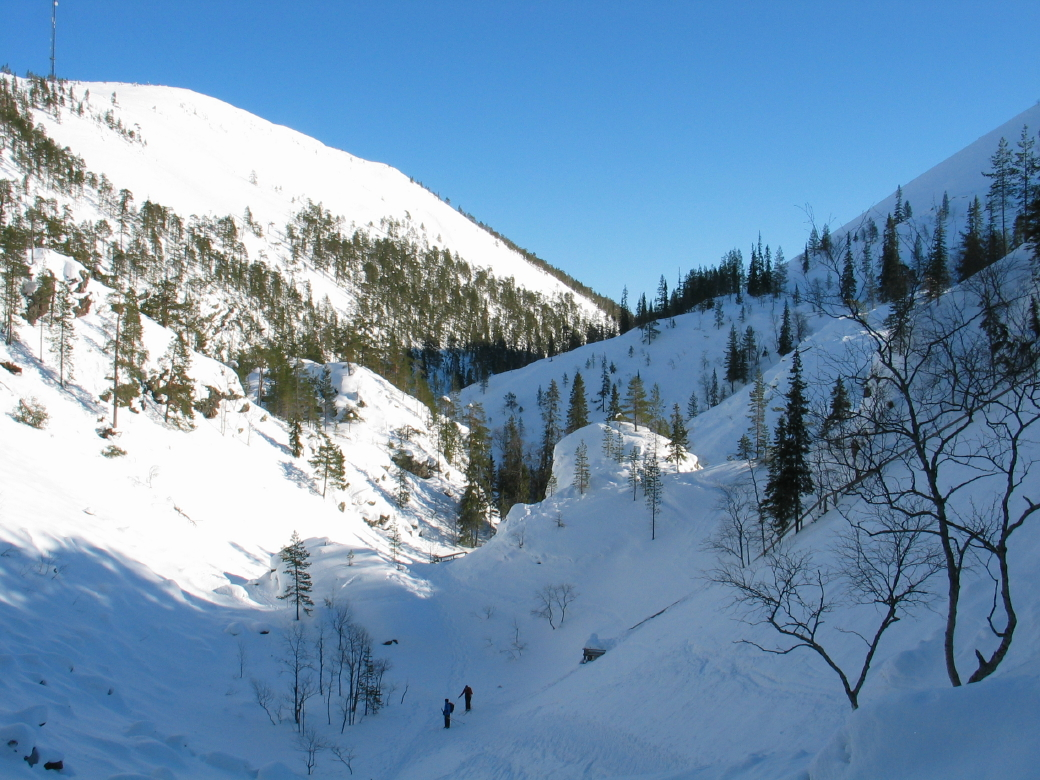
O paganismo finlandês tinha sua base em divindades da natureza e evoluíram em um tempo onde os finlandeses eram fortemente dependentes no mundo natural para sua sobrevivência.

### Principais divindades
- Diversas divindades eram veneradas por quase toda Finlândia e

Carélia. Estas divindades pan-finlandesas controlavam vários aspectos da natureza.
- O principal deus era Ukko, também conhecido como Perkele, que controlava o céu e os trovões.  uma figura correspondente em incontáveis outras  culturas do mundo.
- Outra divindade bastante significativa para os finlandeses pagãos, mas que os pesquisadores modernos sabem muito pouco, era Jumi, cujo nome está relacionado a "Jumala", a palavra moderna da língua finlandesa para deuses de religiões monoteístas.

- Houve diversas outras divindades importantes que governavam sobre um aspecto específico do mundo natural, referenciados como reis"[carece de fontes?]. O rei das águas era comumente denominado Ahti, enquanto o rei da floresta chamava-se Tapio.

- Outras divindades principais incluíam Äkräs, o deus da fertilidade; Mielikki, a deusa das florestas e da caça; Kuu, a deusa da lua; e Lempo, o deus do deserto e do tiro com arco.
- Grandes heróis que, na mitologia, tinham sido humanos, tal como Väinämöinen e Ilmarinen, foram, também, objetos de adoração em um modo similar à adoração de gregos pagãos do semideus Hércules.